# Tty (Unix)
Pour les articles homonymes, voir TTY.
tty est une commande Unix qui affiche sur la sortie standard le nom du fichier connecté sur l'entrée standard.
L'origine du nom tty vient de l'anglais teletypewriter, qui se traduit téléscripteur, et a été abrégé en « TTY ».
Lorsque le programme s'exécute, il affiche quelque chose comme ceci :
```
$
 
tty
/dev/pts/4

```